# Henry Cooper
Sir Henry Cooper est un boxeur anglais né le 3 mai 1934 à Londres et mort le 1er mai 2011 à Oxted.

## Carrière
Passé professionnel en 1954, il devient champion d'Angleterre des poids lourds entre 1959 et 1967 puis à nouveau en 1970. Champion d'Europe EBU la même année, il échoue face à Mohamed Ali le 18 juin 1963 non sans l'avoir envoyé à terre au 4e round. Cooper met un terme à sa carrière en 1971 sur un bilan de 40 victoires, 14 défaites et 1 match nul.

## Liens externes

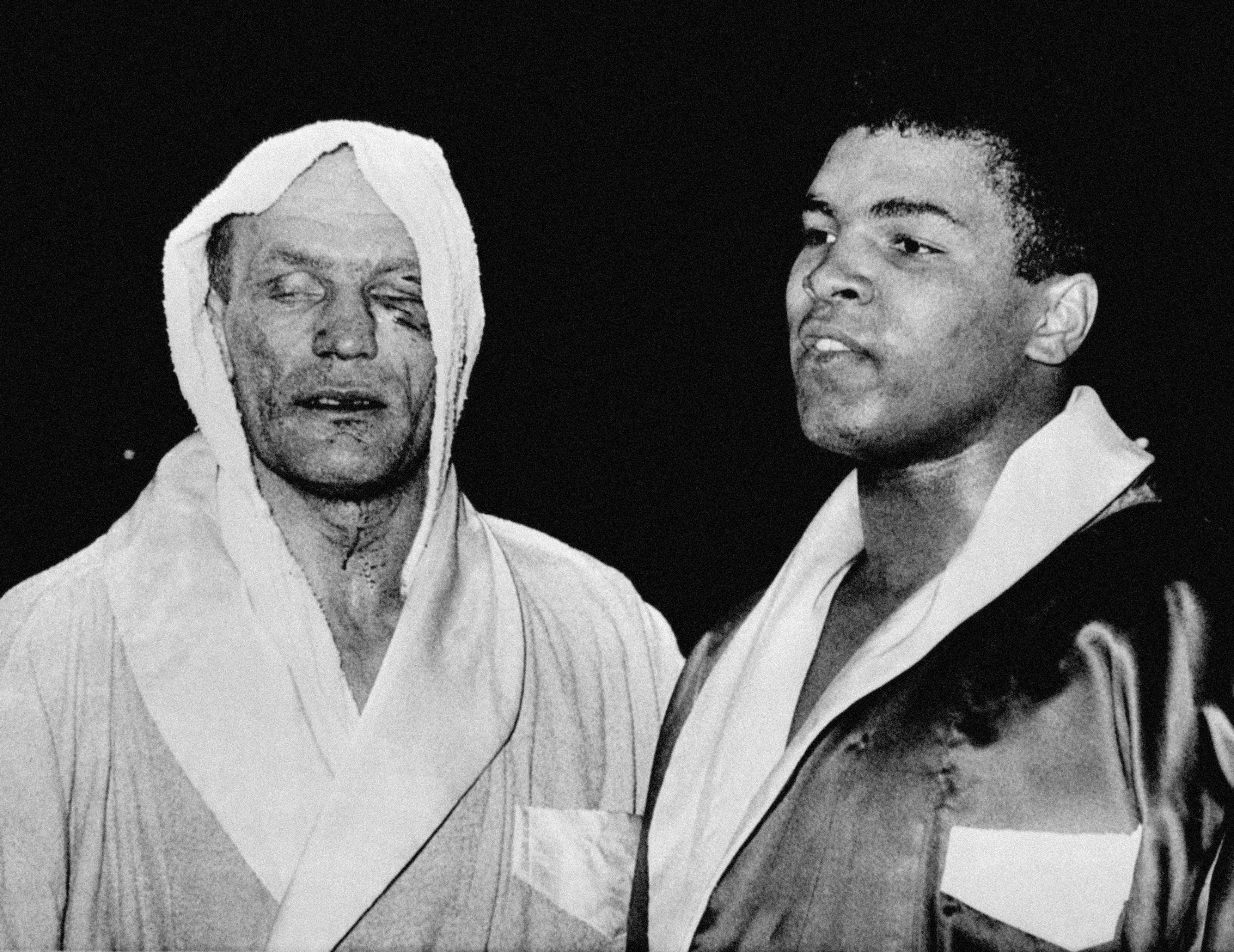
Mohamed Ali et Henry Cooper après leur combat le 18 juin 1963

## Référence
1. ↑  (en) Muhammad Ali vs. Henry Cooper I (boxrec.com)